# 미국 어류 및 야생동물관리국

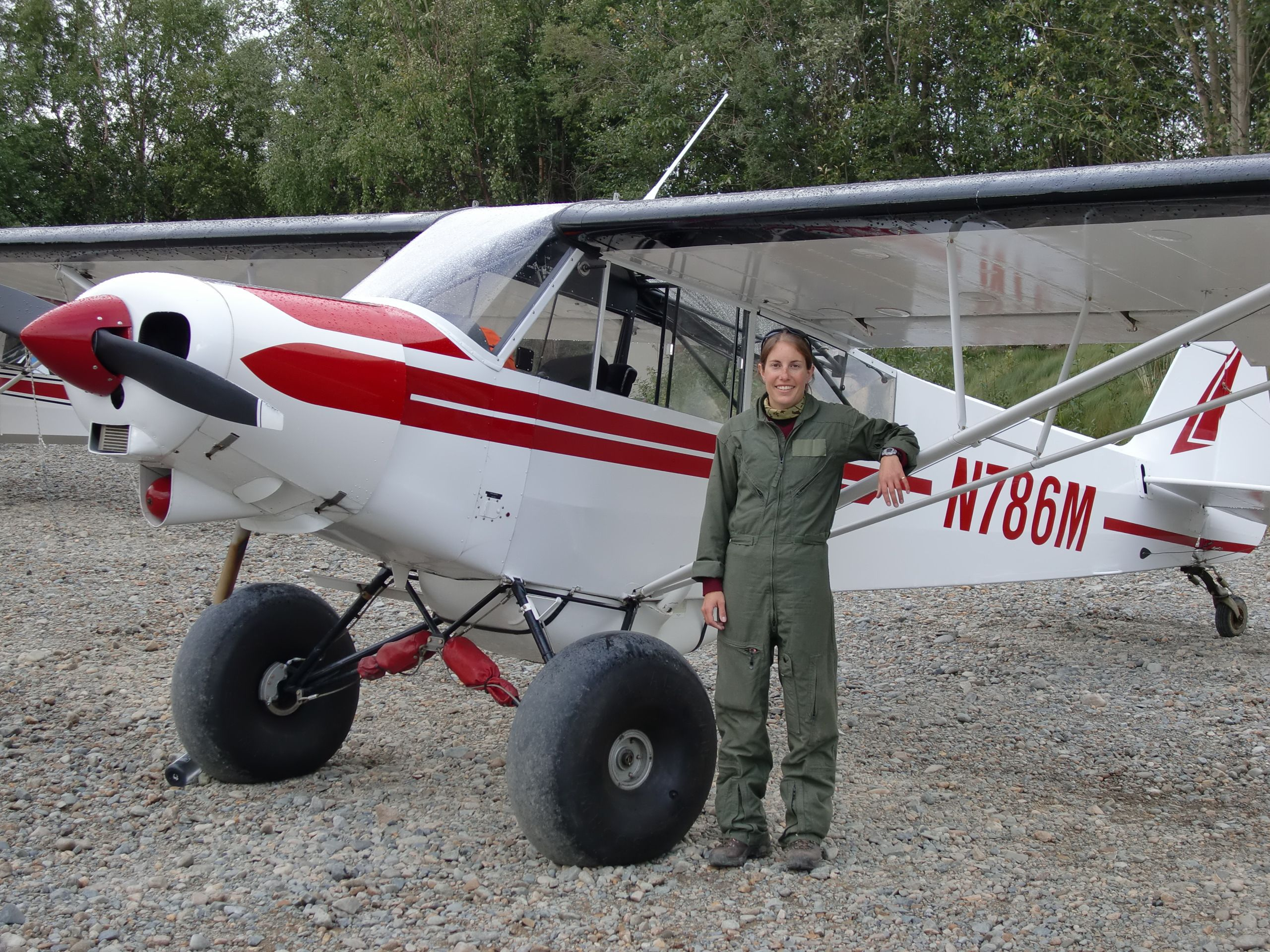
2009년, 북극 동식물보호구역 지정법을 제정한 책임자 헤더 버틀릿이 피페 PA-18 경비행기 옆에 서 있다.

미국 어류 및 야생동물관리국(United States Fish and Wildlife Service 또는 FWS)은 미국 연방 정부 내 미국 내무부 산하 기관 중 하나로, 물고기, 야생동물, 자연 서식지의 관리를 맡고 있다. 이 기관의 사명은 "미국인들의 지속적 이익을 위해 물고기, 야생동물, 식물 및 그 서식지를 보존, 보호 및 향상시키는 일이다"이다. 이 기관의 현 국장은 메릴랜드 주의 다니엘 M. 아서이다.
이 기관의 책임 분야는 연방정부의 야생동물법 이행, 멸종위기종 보호, 철새 관리, 미국 전역의 중요 어획지 복원, 야생동물 서식지 및 습지 복원 및 보호, 외국 정부 보조를 통한 국제적 서식지 보호, 야생 물고기 어획 및 보호 프로그램을 통한 물고기 및 야생동물 관련 기관에 돈을 분배하는 역할을 맡고 있다.
미국 어류 및 야생동물관리국은 다음 산하 기관이 있다.
- 국립 야생동식물 보호 기관 (약 6070.3km2의 560곳 국립 야생동물 보호지 및 습지 감독 기관)
- 미국 철새관리국
- 연방 오리 우표
- 국립 물고기 양식처 기관 (70곳의 국립 물고기 부화장 및 65곳의 어업 지원소)
- 미국 멸종위기종 법 (86곳의 생태계 지상감독국)
- 미국 어류 및 야생동물관리국 집행부
- 클라크 R. 배빈 국립 야생동물 법의학 사무소

## 같이 보기
- 미국의 연방법 집행 기관 목록